# Gaston Gardet
Pour les articles homonymes, voir Gardet.
Gaston Gardet, né le 2 avril 1913 à Paris et mort le 30 septembre 1971 à Boulogne-Billancourt, était un footballeur français évoluant au poste de milieu de terrain puis de défenseur.

## Carrière
Milieu de terrain parisien, Gaston Gardet évoluera dans plusieurs clubs de province, dont le FCO Charleville, le Stade rennais UC, et surtout l'AS Saint-Étienne où il demeurera jusqu'à la fin de sa carrière. Il atteint avec le Stade rennais la finale de la Coupe de France de football en 1935.

## Palmarès
- Finaliste de la Coupe de France en 1935 avec le Stade rennais UC.

## Sources
- Claude Loire, Le Stade rennais, fleuron du football breton, Rennes, Apogée, 1994